# 相合桥
相合桥（あいあうばし）是日本大阪府大阪市中央区的一座桥梁，玉屋町筋在此跨越道頓堀川。土木学会关西支部将其评为“浪速的名橋50選”。
相合桥始建于1680年代，最初名为中桥或新中桥。
目前的桥梁建于1962年（昭和37年），1983年拓宽。桥长42米，宽15米。